# Stayin’ Alive
«Stayin’ Alive» (с англ. — «Оставаться в живых») — песня британской поп-группы Bee Gees, написанная для культового диско-фильма «Лихорадка субботнего вечера». Авторами выступили братья Барри, Робин и Морис Гиббы, продюсированием занималась сама группа Bee Gees, а также Элби Гэлатен и Карл Ричардсон. Песня выходила как в составе общего саундтрека Saturday Night Fever, так и отдельным синглом — 19 декабря 1977 года. После релиза сразу же попала в чарты и во многих заняла первое место. Например, в Billboard Hot 100, начиная с 4 февраля 1978 года, удерживала лидирующую позицию в течение четырёх недель. Композиция является самой узнаваемой по сравнению с другими песнями фильма и имеет в истории группы определяющую роль.

## История создания
Выбор основной группы для музыкального сопровождения фильма был предрешён заранее, так как продюсер саундтрека, Роберт Стигвуд, по совместительству являлся менеджером Bee Gees. Не зная даже названия будущей картины, он позвал к себе музыкантов и попросил написать несколько песен, показав им лишь статью о дискомании, напечатанную в журнале New York. В итоге они сочинили композицию всего за несколько дней, находясь во французской звукозаписывающей студии Шато д’Эрувиль.
В ходе записи у барабанщика Денниса Брайона произошла трагедия — умерла его мать, и музыканту в срочном порядке пришлось уехать на похороны. Не найдя во Франции подходящего ударника, группа решила поэкспериментировать с драм-машиной, однако получившиеся в результате минусовки их не устроили. Выход был найден в уже записанной песне «Night Fever», откуда попросту позаимствовали несколько отрывков и в слегка изменённом виде добавили в «Stayin' Alive». В титрах барабанщиком шуточно указали некоего Бернарда Льюпа, журналисты долго разыскивали этого человека, пока не выяснилось, что его не существует.
Лейбл RSO Records предлагал назвать песню в унисон фильму «Saturday Night», но Bee Gees настояли на своём варианте, потому что в трек-листе уже присутствовала песня со словом «Night» в названии — «Night Fever». Изначально не планировалось издавать «Stayin’ Alive» отдельным синглом, однако после появления трейлера к фильму, где она собственно звучала, у песни появилось большое число поклонников, которые просто завалили радиостанции просьбами поставить полюбившуюся мелодию.
Сами участники Bee Gees имеют двоякое отношение к этой композиции. С одной стороны, она прославила их, сделала популярными во всём мире, с другой — полностью перечеркнула всё предыдущее творчество, заставила общественность считать их диско-группой, каковой они до этого не являлись.

## Признание
Американская ассоциация звукозаписывающих компаний присвоила диску статус платинового. Позже в честь песни был назван сиквел «Лихорадки» — фильм 1983 года «Остаться в живых». С годами критики неоднократно признавали её значимость для музыкальной индустрии и включали «Stayin’ Alive», например, в такие списки как «500 величайших песен всех времён по версии журнала Rolling Stone» и «100 лучших песен из американских фильмов за 100 лет по версии AFI».
Интересно, что песня часто используется американскими и британскими медиками для тренировки навыков сердечно-лёгочной реанимации, поскольку её темп практически полностью соответствует рекомендуемой частоте компрессий грудной клетки. Кроме того, само словосочетание «Остаться в живых» и неоднократно повторяемая в припеве фраза «Жизнь течёт в никуда, кто-нибудь, помогите мне!» недвусмысленно призывают приложить все усилия для спасения пациента.
Песня звучит в американской комедии «Аэроплан!» в ускоренном варианте.

## Версия N-Trance
«Stayin’ Alive» — третий сингл британского евродэнс-коллектива N-Trance с их дебютного альбома Electronic Pleasure. Является кавер-версией хита Bee Gees. Ведущую рэп-партию исполняет Рикардо да Форс, женский вокал — Джиллиан Уисдом, бэк-вокал — Martin Ansell и Sandy McLelland.
Версия N-Trance стала интернациональным хитом.

### Чарты
| Страна                    | Чарты (1995—1996)       | Место |
| ------------------------- | ----------------------- | ----- |
| Австрия                   | Ö3 Austria Top 40       | 5     |
| Австралия                 | ARIA Charts             | 1     |
| Бельгия                   | Ultratop 50 Валлония    | 6     |
| Бельгия                   | Ultratop 50 Фландрия    | 8     |
| Великобритания            | Official Charts Company | 2     |
| Германия                  | Media Control Charts    | 3     |
| Ирландия                  | IRMA                    | 4     |
| Италия                    | FIMI                    | 2     |
| Канада                    | Top Singles             | 56    |
| Канада                    | Dance\Urban             | 1     |
| Нидерланды                | Dutch Top 40            | 16    |
| Нидерланды                | Single Top 100          | 12    |
| Новая Зеландия            | Recorded Music NZ       | 3     |
| Норвегия                  | VG-lista                | 4     |
| Соединённые Штаты Америки | Billboard Hot 100       | 62    |
| Соединённые Штаты Америки | Hot Dance Singles Sales | 9     |
| Соединённые Штаты Америки | Rhythmic Top 40         | 28    |
| Финляндия                 | Suomen virallinen lista | 2     |
| Франция                   | SNEP                    | 4     |
| Швейцария                 | Schweizer Hitparade     | 2     |
| Швеция                    | Sverigetopplistan       | 5     |